# Lycopodium scariosum
Lycopodium scariosum är en lummerväxtart som beskrevs av Johann Georg Adam Forster. Lycopodium scariosum ingår i släktet lumrar, och familjen lummerväxter. Inga underarter finns listade i Catalogue of Life.